# Czesław Szczepaniak
Czesław Szczepaniak (ur. 5 września 1907 w Warszawie, zm. 18 października 1986) – polski urzędnik państwowy i działacz rzemieślniczy związany z Łodzią, poseł na Sejm PRL II i III kadencji.

## Życiorys
Syn Piotra. Uzyskał wykształcenie wyższe niepełne, z zawodu był rzemieślnikiem. W II RP pracował w charakterze księgowego w Polskim Banku Przemysłowym w Warszawie oraz Izbie Skarbowej w Łodzi. W czasie II wojny światowej pracował w Urzędzie Skarbowym w Łowiczu. W 1945 powrócił do Łodzi, podejmując pracę w Wojewódzkim Oddziale Handlu oraz Prokuraturze Wojewódzkiej. Przez dwa lata studiował prawo na Uniwersytecie Łódzkim. Związany z rzemiosłem, stał na czele Izby Rzemieślniczej w Łodzi jako jej dyrektor (1952–1956). Na przełomie lat 50. i 60. był dyrektorem Wojewódzkiego Zjednoczenia Przedsiębiorstw Przemysłu Terenowego, a w latach 60. Łódzkich Zakładów Ceramiki Budowlanej.
W 1945 wstąpił do Stronnictwa Demokratycznego. Został radnym Rady Narodowej miasta Łodzi, w latach 1956–1959 był jej zastępcą przewodniczącego. W 1957 i 1961 uzyskiwał mandat posła na Sejm PRL z okręgów Łódź-Polesie oraz Tomaszów Mazowiecki. W czasie II kadencji zasiadał w Komisji Mandatowej, Komisji Planu Gospodarczego, Budżetu i Finansów oraz w Komisji Nadzwyczajnej do rozpatrzenia projektu ustawy o samorządzie robotniczym, w trakcie III kadencji był zastępcą przewodniczącego Komisji Przemysłu Lekkiego, Rzemiosła i Spółdzielczości Pracy.
Został odznaczony Medalem 10-lecia Polski Ludowej (1955), Srebrnym (1946) i Złotym (1954) Krzyżem Zasługi oraz Krzyżem Kawalerskim Orderu Odrodzenia Polski.